# Karlheinz Oswald
Karlheinz Oswald (geboren 1958 in Worms) ist ein deutscher Bildhauer. Er lebt und arbeitet in Zürich und Locarno.

## Ausbildung und Beruf

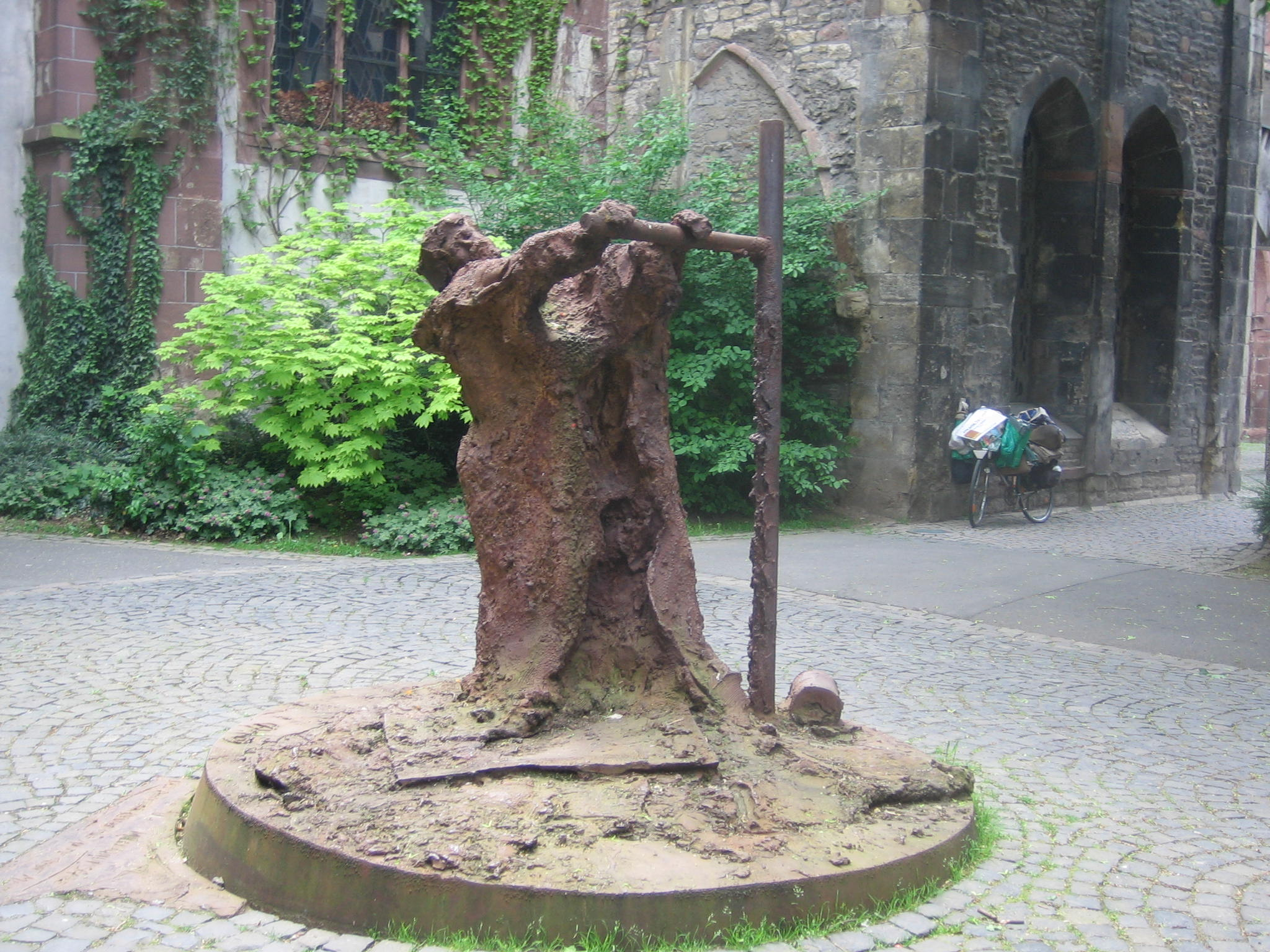
Gutenberg an der Presse, Karmeliterplatz, Mainz

Karlheinz Oswald absolvierte von 1981 bis 1990 ein Bildhauerstudium mit Diplomabschluss an der Johannes Gutenberg-Universität Mainz bei den Professoren Werner Durth (* 1949), Heinz Hemrich (1923–2009) und Peter Lörincz (* 1938). Zwischen 1983 und 1988 arbeitete er bereits in der Ateliergemeinschaft Römerberg des Bildhauers Professor Thomas Duttenhoefer, Wiesbaden.
Für Metallgüsse von Figuren, Porträts und Reliefs als erste Werke im öffentlichen Raum erhielt er 1984 den Kunstpreis der Südlichen Weinstraße, Landau. 1985 wurde ihm der von der Kahnweiler-Stiftung, Rockenhausen, vergebene Daniel-Henry-Kahnweiler-Preis zugesprochen. Im Folgejahr erhielt Oswald ein Förderstipendium der Johannes Gutenberg-Universität und das Gutenberg-Stipendium der Stadt Mainz. Beim Kunstverein Landau erhielt er den 1. Preis für sein Werk Lektion der Stille.
1987 wurde er Mainzer Stadtdrucker und machte eine Studienreise nach Rom. 1988 begann er Tänzerstudien und fertigte erste Tänzerplastiken an. Auf dem Internationalen Bildhauer-Symposium in Dreieich stellte er 1989 erste Glasfenster vor. Im Jahr 1990 erhielt er den Förderpreis Kulturfonds Mainzer Wirtschaft.
1989 eröffnete er eine eigene Werkstatt im historischen Bildhauer-Atelier Valentin Barth in der Goldenbrunnengasse der Mainzer Altstadt, das er zwei Jahre bis 1991 betrieb. 1991 erhielt Oswald den Förderpreis der Sport-Toto-GmbH Rheinland-Pfalz, verbunden mit einer Studienreise nach New York. Dort machte Oswald Tänzerstudien am Alvin Ailey American Dance Theater.
1994 machte er eine Studienreise nach Florenz und Verona, 1996 Tänzerstudien am Ballett der Deutschen Staatsoper Unter den Linden, Berlin.
2009 erhielt Karlheinz Oswald den Kunstpreis der Ike und Berthold Roland-Stiftung.
Karlheinz Oswald wurde bekannt vor allem durch seine in Eisen gegossenen Plastiken.

## Arbeiten im öffentlichen Raum
- 1986 Kardinal-Volk-Büste

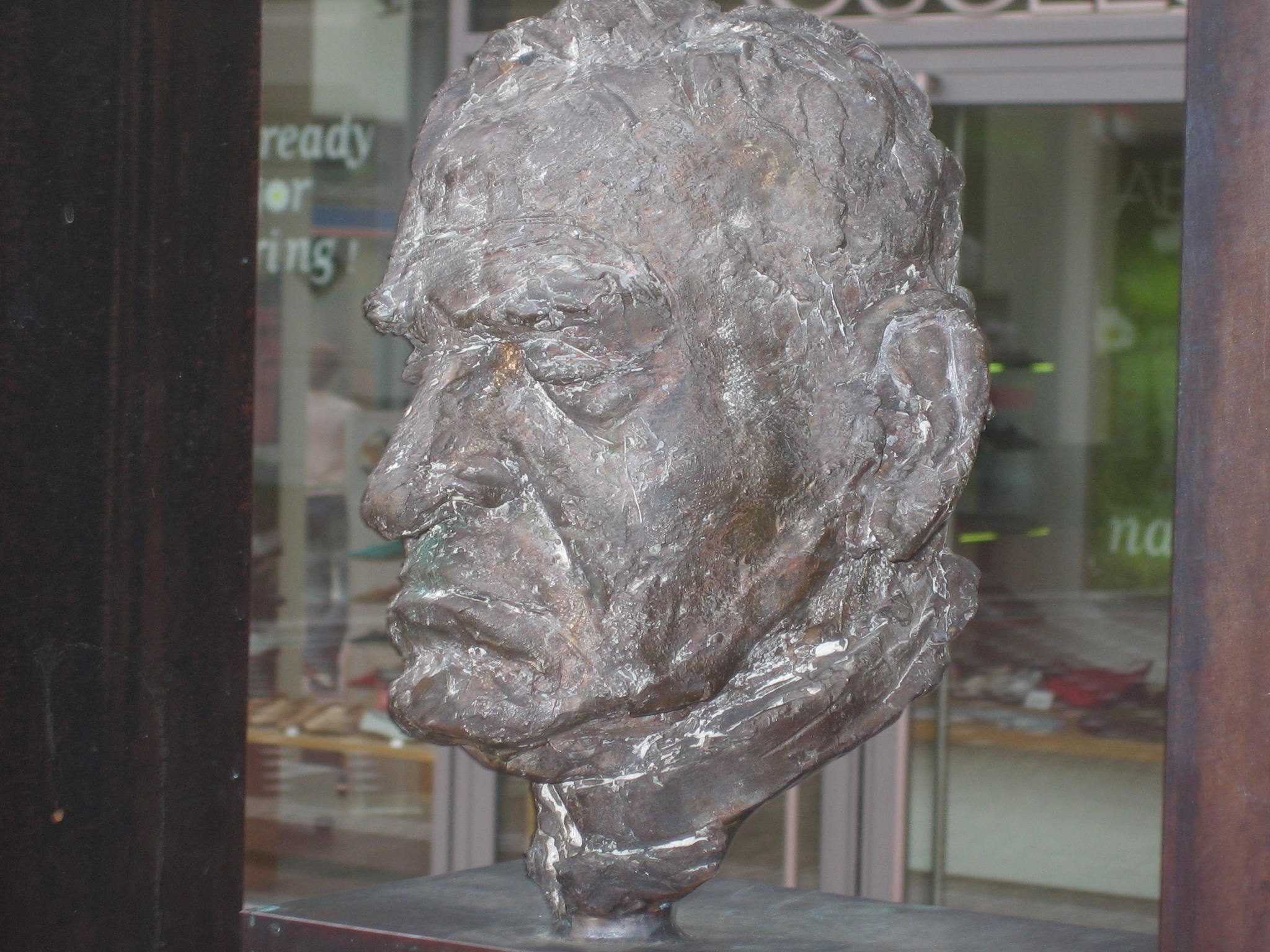
Hermann Kardinal Volk, Bronzeplastik auf dem nach ihm benannten Platz in Mainz

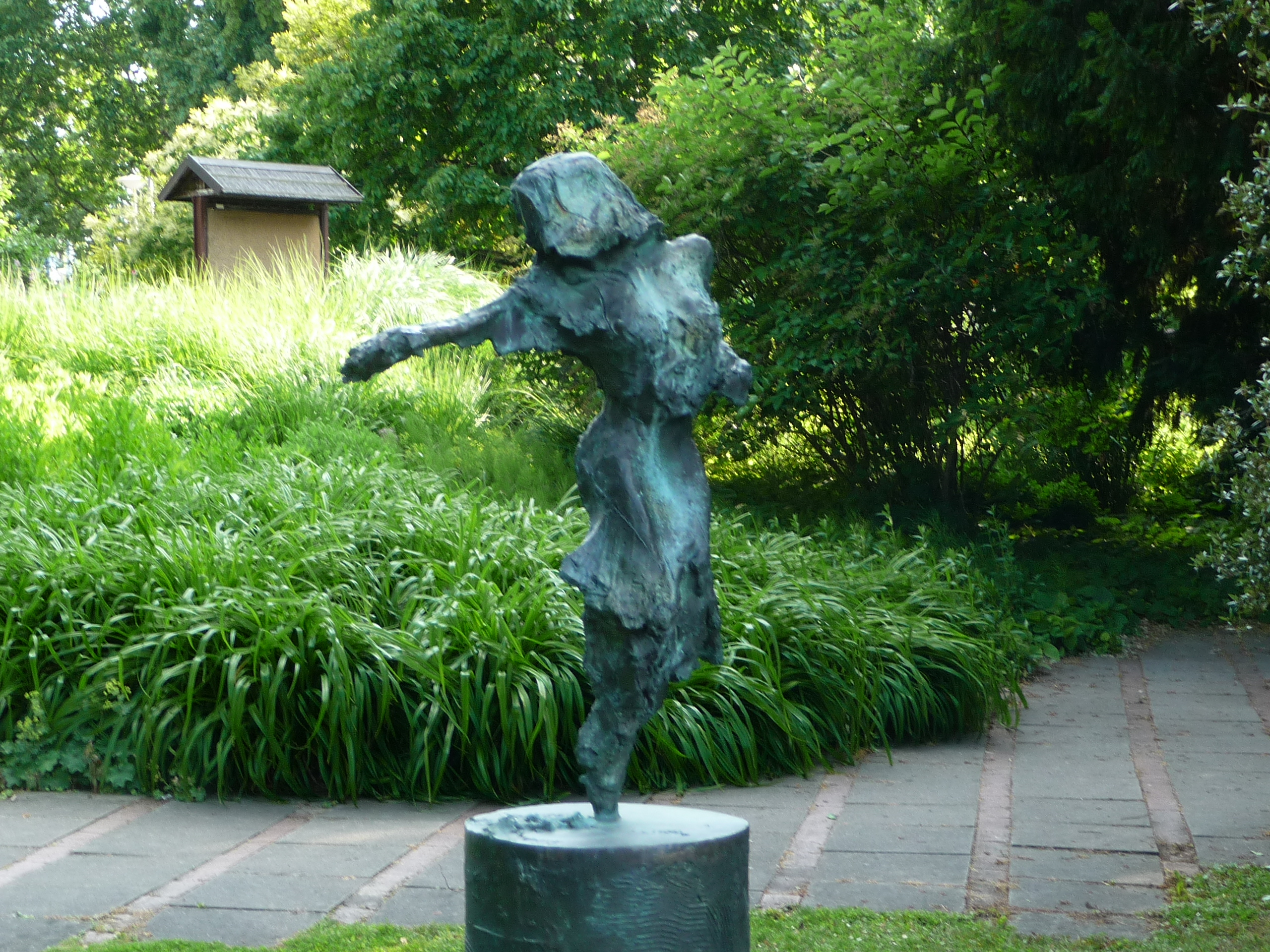
Primera, Luisenpark, Mannheim

- 1988 Tanzplatz, Brunnenanlage und Figurengruppe, Bronze, Mainz-Weisenau
- 1991 Tänzer, Bronze, Limburg
- 1993 Lesende, Burgstraße, Unna; auch an der Stadtbibliothek in Springe
- 1994 Heilige Maria Katharina Kasper, Gründerin der Armen Dienstmägde Jesu Christi (Dernbacher Schwestern), Eisen und Marmor, Pfarrkirche Wirges, Westerwald
- 1994 Im Tanz rotiert die Welt, Bronze und Maggiagranit, Landesbank, Mainz
- 1995 Nike und Niobe, Bronze und Basaltlava, Landesbausparkasse Mainz
- 1995 Porträt Rupert Mayer, zum 50. Todestag des Jesuitenpaters (1876–1945) in der Domkirche St. Eberhard
- 1996 Undine, Brunnenanlage, Bronze, auf dem Fischmarkt vor dem Alten Rathaus, Alzey
- Die schöne Palatina, Bronze, Freinsheim
- 1998 Hildegard von Bingen, Bronze, Museum am Strom, Bingen
- Christusfigur im Mainzer Dom, Auftragsarbeit im Zusammenhang mit dem Mainzer Jubiläumskatholikentag von 1998
- 1999 Glasbild für die Kathedrale von Juigalpa in Nicaragua
- Pierre de Coubertin, Eisen, Internationales olympisches Comitée, Lausanne
- Sebastian-Münster-Denkmal für den in Ingelheim geborenen Kosmographen und Gelehrten vor der Kirche St. Remigius (Ingelheim)
- Mainzer Bonifatius, 1,90 cm hohe Bronzestatue des Bonifatius im Eingangsbereich der Gotthard-Kapelle des Mainzer Doms, die ihn als Benediktiner darstellt
- Primera (2000), Bronze, Luisenpark Mannheim[1]
- Edith Stein (2000), Eisen, Katholische Kirche St. Peter und Paul in Oberpleichfeld, Diözese Würzburg
- Heiliger Ansgar (2000), Statue des Erzbischofs von Hamburg und Bremen (um 801–865) auf dem Vorplatz des Hamburger Neuen Mariendoms
- Gutenberg an der Druckerpresse, Statue vor der Kirche St. Christoph (Mainz) zum Gutenberg-Jubiläum im Jahr 2000
- Maria Ward (2003), Statue der Ordensgründerin im Rahmen der Feierlichkeiten zum 250-jährigen Bestehen der Maria Ward-Schule Mainz vor der Kapelle der Schule
- Franz Adam Landvogt (2003) Plastik des Kopfes von Pfarrer Landvogt und Glasfenster in der Grabkapelle anlässlich seines 50. Todestages (St. Peter (Mainz))
- Drei Gründerbüsten in der Eingangshalle des Krankenhauses der Henriettenstiftung Königin Marie von Hannover, Emmy Danckwerts und Gerhard Uhlhorn
- Die Rheintöchter (2004) am Fort Malakoff Park, Mainz
- 2005 Stele mit der 1986 erschaffenen Büste auf dem Kardinal-Volk-Platz in Mainz[2]
- Adolph Kolping (2006), Portraitkopf in der St.-Kilian-Kirche in Nierstein
- Friedrich-Alfred-Krupp-Stele auf dem UNESCO-Welterbe Via Krupp auf Capri, Italien (2009)
- Skulpturen Christus, Heilige Katharina und Georg Häfner in der Würzburger Neubaukirche[3]

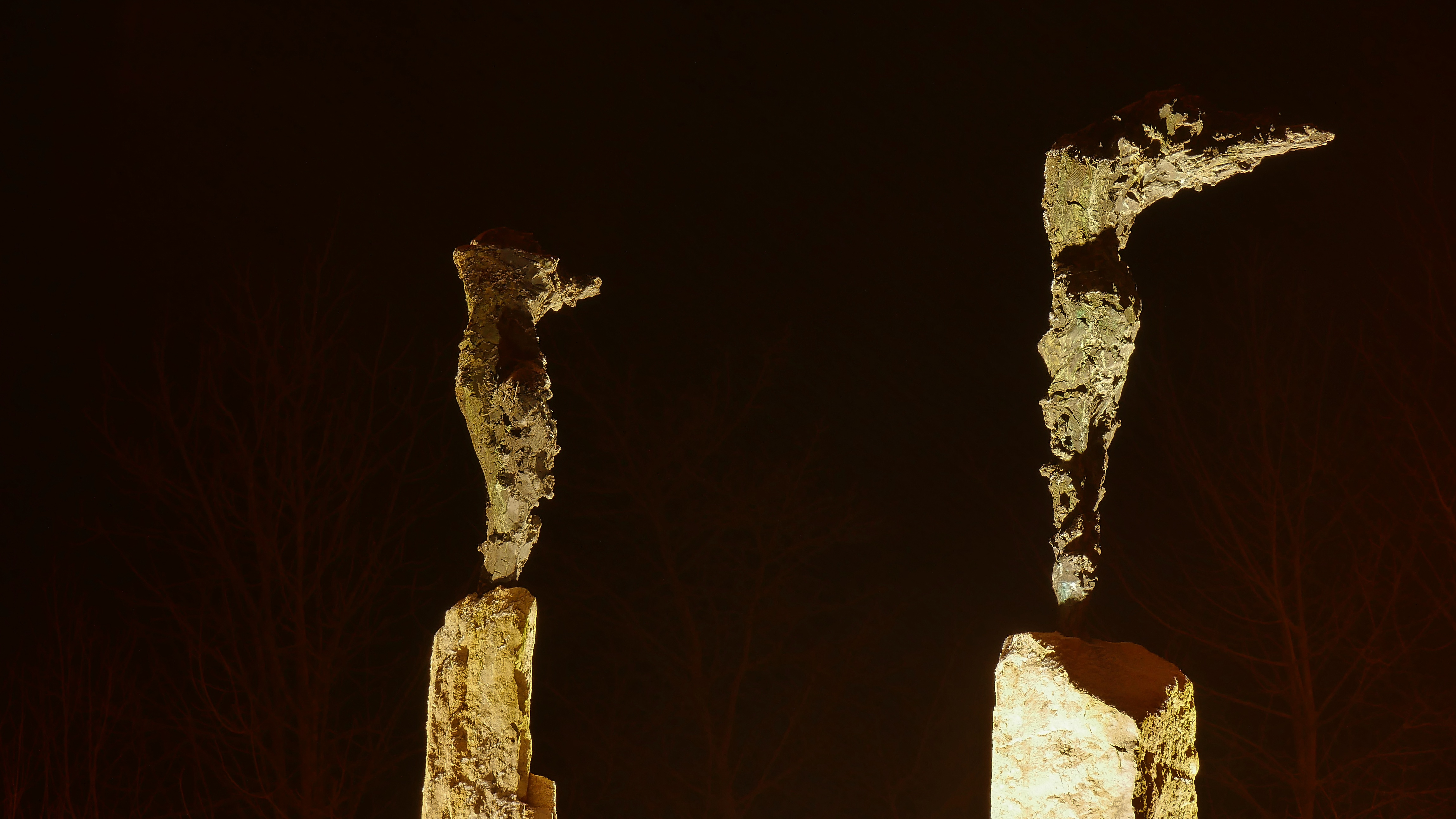
Tänzerfiguren in Konz

- Tänzerfiguren in Konz 2 lebensgroße Tänzerfiguren aus Bronze im Zentrum eines neu geschaffenen Verkehrskreisels der Stadt Konz (um 2014).
- Madeleine Delbrêl (2014), Büste der Schriftstellerin und Mystikerin (1904–1964) im Bildungszentrum Erbacher Hof, Mainz[4]
- Noor Inayat Khan (2015), Büste in der nach der Agentin und Freiheitskämpferin (1914–1944) benannten École élémentaire in Suresnes bei Paris[5]
- Hanns Dieter Hüsch (2015), lebensgroße Plastik vor dem Bildungszentrum in Moers, der Geburtsstadt des Kabarettisten (1925–2005)[6]
- Epitaph für Bischof Franz Xaver Eder (1925–2013) im Dom St. Stephan zu Passau (2015)[7]
- Cicely Saunders (2015), Büste der Gründerin der Hospiz- und Palliativ-Bewegung (1918–2005) anlässlich des 10-jährigen Bestehens der Palliativ-Station der Universitätsmedizin Mainz[8]
- Jochen Rindt (2015), Büste des in Mainz geborenen Rennfahrers und Formel-1-Weltmeisters (1942–1970) für den Mainzer Automobil Club[9]
- Axel Th. Simon (2017), Eisenbüste im Eingangsbereich der neuen Fachbibliothek für Biotechnologie und Gärungsgewerbe der Versuchs- und Lehranstalt für Brauerei.[10]
- 2018 Lübecker Märtyrer im Domherrenfriedhof von St. Marien-Dom (Hamburg).[11]

## Ausstellungen
- 1987 Kahnweilerhaus, Rockenhausen
- 1988 Gutenberg-Museum, Mainz
- 1990 Kunstverein Elmshorn
- Kunstsammlungen Limburg
- 1993 Dom-Museum, Frankfurt
- Diözesan-Museum, Limburg
- Hellweg-Museum, Unna
- 1996 Deutsche Staatsoper Unter den Linden, Berlin
- Galerie Depelmann, Langenhagen
- Galerie Zulauf, Freinsheim
- IAC-Galerie, Wiesbaden
- 1998 Landesvertretung Rheinland-Pfalz, Brüssel
- 1999 Galerie Française, München
- 2016 Galerie Rother Winter, Wiesbaden[12]
- 2016 Ponte Tresa, Rivabella Art Gallery, Lugano (Tessin)[13]
- 2020 Galerie Wiedmann, Stuttgart-Bad Cannstatt, 21. März – 9. Mai 2020[14]
- 2020 Jedlitschka Gallery Zürich, 30. Mai – 2. November 2020[15]